# Галиндо Веласкотенес
Гали́ндо Веласкотенес (араг. Galindo Belascotenes; конец VIII века) — правитель одного из христианских владений в Пиренеях, упоминающийся в исторических хрониках мусульманских авторов и в генеалогиях «Кодекса Роды» и считающийся первым из документально засвидетельствованных правителей Арагона.

## Биография
Отцом Галиндо Веласкотенеса был некий Веласко, о котором кроме имени ничего не известно. По нему его потомки получили название семьи Веласкотенес (или Веласко).
Галиндо Веласкотенес упоминается в испано-мусульманских хрониках в связи с походом эмира Кордовы Абд ар-Рахмана I в горные районы Пиренейского полуострова, населённые христианами. Причиной похода послужил отказ местного населения платить налоги в казну Кордовского эмирата, что было вызвано активизацией политики Франкского государства в отношении мусульман и надеждами местного населения на скорое освобождение от власти мавров. В 781 году собрав большое войско, Абд ар-Рахман I выступил из Кордовы, по пути в районы проживания христиан восстановив свою власть над Сарагосой. Затем мавры взяли Калаорру, Нахеру и Вигеру, после чего захватили Памплону, где графом был Химено Сильный, и полностью разрушили этот город. Отсюда эмир двинулся на восток, достигнув «земли Ибн Веласкута», которая считается владением Галиндо Веласкотенеса. Точное местонахождение этого места не установлено, но считается, что вероятнее всего это была область Сиртания (в долине реки Арагон), хотя некоторые историки предполагают, что это была Собрарбе или Сердань. Осадив графа Галиндо в его крепости, Абд ар-Рахман I вынудил его просить мира. В обмен на прекращение войны Галиндо Веласкотенес был вынужден возобновить выплату налогов в казну эмира и передать Абд ар-Рахману в качестве заложника сына, имя которого в хрониках не упоминается. Крепость Галиндо была по приказу эмира разрушена.
О дальнейшей судьбе графа Галиндо ничего не известно, хотя некоторые историки предполагают, что впоследствии семья Веласкотенес была изгнана из своих владений маврами.
Согласно «Кодексу Роды», Галиндо Веласкотенес был женат на Факуиле (Факиле). Детьми от этого брака были:
- Гарсия I Злой (умер в 844) — граф Арагона (820—844)
- Веласко Гасконец (убит в 816) — граф Памплоны (799—816).